# Illán de Vacas
Illán de Vacas település Spanyolországban, Toledo tartományban. Illán de Vacas Los Cerralbos, Otero, Domingo Pérez, Cebolla és Lucillos községekkel határos. Lakosainak száma 2 fő (2024).

## Népesség
A település népessége az utóbbi években az alábbiak szerint változott:
| Lakosok száma | 5    | 8    | 6    | 5    | 2    | 3    | 5    | 3    | 3    | 2    |
|               | 2001 | 2004 | 2007 | 2009 | 2012 | 2014 | 2017 | 2019 | 2022 | 2024 |